# Gozo (virtud)
El gozo es la intensidad de los sentidos, propio de los seres ya que es una inmensa alegría. En el cristianismo, el gozo (del griego (chara)) hace parte del fruto del Espíritu Santo (Gálatas 5:22)[cita requerida], el segundo de los que enumera San Pablo en su carta a los Gálatas. El gozo, y lo mismo debería decirse de la paz, es efecto de la caridad (amor, ágape); por eso el apóstol lo coloca inmediatamente después de ella y antes de otras virtudes morales.
Según algunos estudiosos de San Pablo, gozo es aquella profunda alegría espiritual que el Espíritu Santo infunde en los corazones de quienes deciden seguir a Dios. Así lo explica Santo Tomás de Aquino diciendo "al acto de la caridad se sigue siempre el gozo; pues todo amante goza en la posesión del amado, y la caridad tiene siempre presente a Dios según lo afirma San Juan" (1 Jn 4, 16). Otros autores, más bien definen el gozo como virtud; esto es, la alegría y complacencia que siente el cristiano en la extensión del Reino de Dios y su justicia, tal como lo da a entender el mismo apóstol (1 Cor 8, 6).